# Marco Corleone
Mark Jindrak (* 26. Juni 1977 in Auburn, New York), besser bekannt unter seinem Ringnamen Marco Corleone, ist ein US-amerikanischer Wrestler. Einer seiner bisher größten Erfolge ist der zweifache Erhalt der WCW World Tag Team Championship.

## Karriere

### World Championship Wrestling
Jindrak trainierte im WCW Power Plant unter Paul Orndorff. 1999 debütierte er als Mark Jindrak bei World Championship Wrestling (WCW). Im selben Jahr bildete er mit Sean O’Haire ein Tag Team. Mit diesem gewann Jindrak am 25. September 2000 die vakante WCW World Tag Team Championship. Den Titel gaben sie am 10. Oktober 2000 an Corporal Cajun und Lt. Loco ab. Noch am selben Abend gewann Jindrak und O’Haire den Titel von Cajun und Lt. Loco zurück. Jindrak und O’Haire gaben den Titel am 16. November 2000 an Alex Wright und Disco Inferno ab. Nachdem Titelverlust fehdeten Jindrak und O’Haire kurzzeitig gegeneinander. Später bildete Jindrak mit Shawn Stasiak ein Tag Team, ehe Jindrak sich im Februar 2001 verletzte.

### World Wrestling Federation/World Wrestling Entertainment

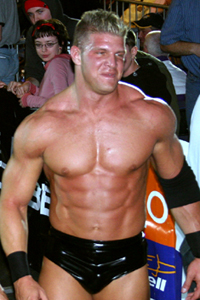
Jindrak im Januar 2005

Nachdem die WCW von der World Wrestling Federation (WWF) aufgekauft wurde, ging Jindraks Vertrag an die WWF über.
Ende 2001 wurde Jindrak kurzfristig in der Entwicklungsliga Ohio Valley Wrestling eingesetzt. 2003 bildete er bei RAW ein Tag Team mit Garrison Cade.
2004 bildete er mit Luther Reigns ein Tag Team. Jindrak und Reigns schlossen sich Kurt Angle an und fehdeten mit diesem gegen Eddie Guerrero. Später fehdeten sie gegen The Big Show.
Im Juni 2005 wurde Jindrak entlassen.

### New Japan Pro Wrestling/Independent/Mexiko
Am 8. Oktober 2005 debütierte Jindrak bei New Japan Pro-Wrestling (NJPW). Dort bildete er mit seinem Freund Matt Morgan ein Tag Team. Im Dezember 2005 wurde Jindrak entlassen.
Fortan trat Jindrak bei verschiedenen Independent Promotions auf. So trat er in Europa bei Nu-Wrestling Evolution auf, in Japan (mit Matt Morgan) bei HUSTLE und in Mexiko bei Consejo Mundial De Lucha Libre (CMLL) auf. Bei CMLL unterschrieb Jindrak im Dezember 2006 einen Vertrag. Dort trat er als Marco Corleone auf. Im März 2009 wurde Jindrak entlassen. Im März 2009 unterschrieb er einen Ein-Jahres-Vertrag bei Asistencia Asesoría y Administración. Der Vertrag wurde jedoch nicht verlängert. Seither tritt er wieder bei Independent Promotions auf, vorwiegend bei Lucha Libre USA.

## Erfolge
World Championship Wrestling
- 2× WCW World Tag Team Championship mit Sean O’Haire